# Francesco Nuti
Francesco Nuti (Prato, 17 de mayo de 1955-Roma, 12 de junio de 2023) fue un cineasta, cantante y actor italiano.

## Biografía
Inició su carrera en teatro en la década de 1970, y en los siguientes años debutó en el cine italiano, principalmente en el género de la comedia. Su primera película como director fue Tutta colpa del paradiso de 1985, y desde entonces dirigió más de una decena de producciones y apareció en más de veinte películas como actor.
Falleció en Roma el 12 de junio de 2023 a los 68 años.

## Filmografía

### Como director
- All the Fault of Paradise (1985)
- Casablanca, Casablanca (1985)
- Stregati (1987)
- Caruso Pascoski, Son of a Pole (1988)
- Willy Signori e vengo da lontano (1990)
- Women in Skirts (1991)
- OcchioPinocchio (1994)
- Mr. Fifteen Balls (1998)
- Io amo Andrea (2000)
- Caruso, Zero for Conduct (2001)

### Como guionista
- What a Ghostly Silence There Is Tonight (1982)
- The Pool Hustlers (1982)
- Son contento (1983)
- Casablanca, Casablanca (1985)
- All the Fault of Paradise (1985)
- Stregati (1987)
- Caruso Pascoski, Son of a Pole (1988)
- Willy Signori e vengo da lontano (1990)
- Women in Skirts (1991)
- OcchioPinocchio (1994)
- Mr. Fifteen Balls (1998)
- Io amo Andrea (2000)
- Caruso, Zero for Conduct (2001)

### Como actor
- West of Paperino (1982)
- What a Ghostly Silence There Is Tonight (1982)
- The Pool Hustlers (1982)
- Son contento (1983)
- Sogni e bisogni (1984, TV)
- Casablanca, Casablanca (1985)
- All the Fault of Paradise (1985)
- Stregati (1987)
- Caruso Pascoski, Son of a Pole (1988)
- Willy Signori e vengo da lontano (1990)
- Women in Skirts (1991)
- OcchioPinocchio (1994)
- Mr. Fifteen Balls (1998)
- Io amo Andrea (2000)
- Caruso, Zero for Conduct (2001)
- Concorso di colpa (2005)

### Como productor
- Maramao (1987)
- Io amo Andrea (2000)